# Raimund Jakesz
Raimund Jakesz (* 22. Februar 1950 in Wien) ist ein österreichischer Chirurg, war bis Herbst 2016 Leiter der Brustambulanz am AKH Wien und der Klinischen Abteilung für Allgemeinchirurgie, an der Chirurgischen Universitätsklinik Wien. Jakesz hat mehrere Bücher und mehr als 300 wissenschaftliche Arbeiten in Peer Review Journals publiziert.

## Werke
- mit Christoph Zielinski: Bronchuscarcinom (Onkologie heute), 2000
- mit Manfred Frey: Mammakarzinom: Operative Behandlungskonzepte, Springer, 2007
- mit Christoph Zielinski: Mammacarcinom (Onkologie heute), Springer 2013
- mit Christoph Zielinski: Urogenitale Carcinome (Onkologie heute), 2013
- mit Maria Jakesz: Erkenne dich und heile!, Marani, 2010
- Das spirituelle Momentum, Bacopa 2018

## Auszeichnungen
- 2015: Großes Silbernes Ehrenzeichen für Verdienste um die Republik Österreich

| Personendaten    | Personendaten |
| ---------------- | --- |
| NAME             | Jakesz, Raimund |
| KURZBESCHREIBUNG | österreichischer Mediziner und Leiter der Klinischen Abteilung für Allgemeinchirurgie an der Chirurgischen Universitätsklinik Wien |
| GEBURTSDATUM     | 22. Februar 1950 |
| GEBURTSORT       | Wien |